# Neve eterna
Neve eterna consiste em camadas de neve formadas no cume de montanhas muito elevadas. A baixa temperatura local faz com que elas não derretam, mesmo durante os meses do verão,  quando a radiação solar é mais intensa.

## Distribuição

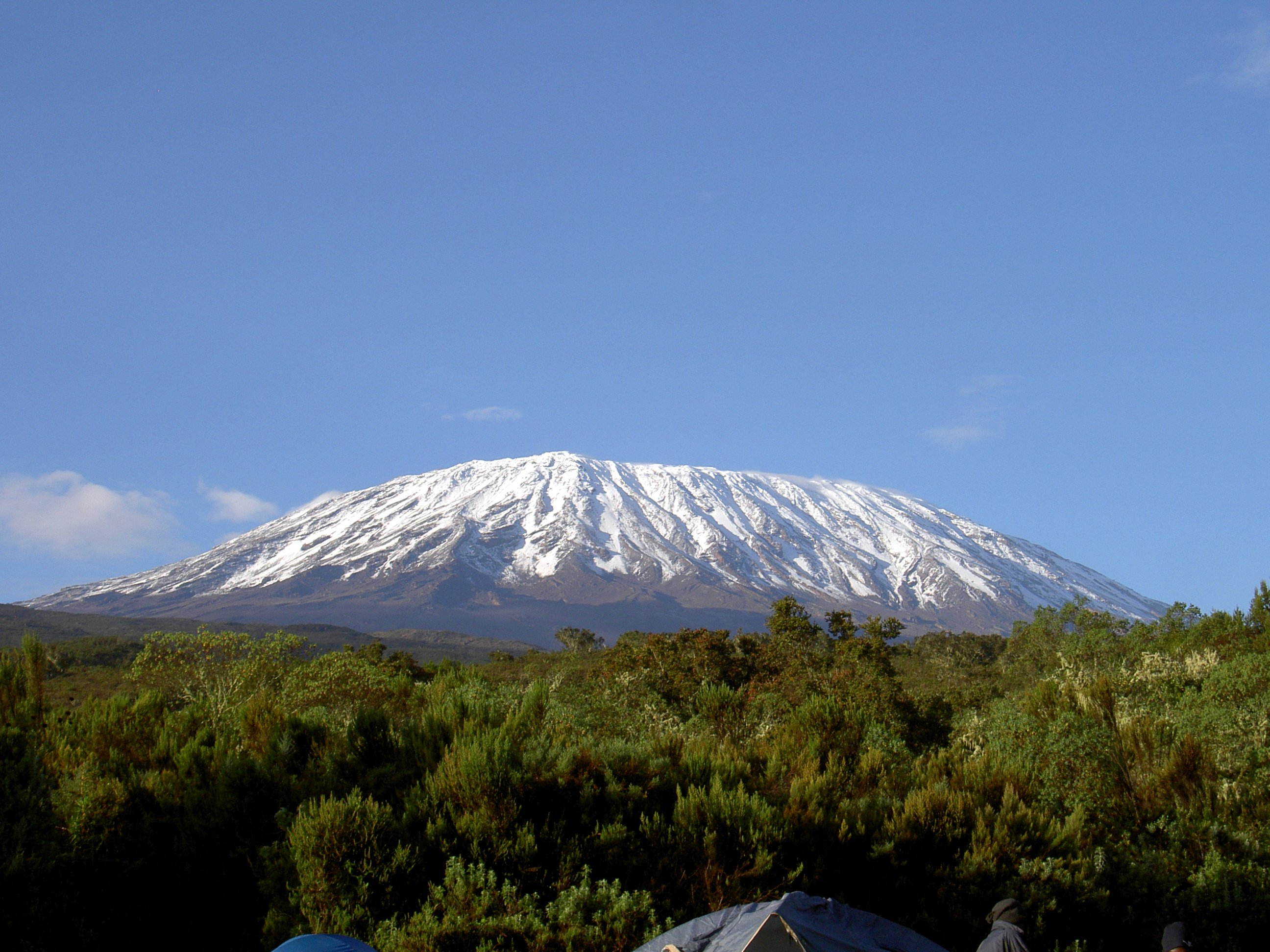
Neve eterna no topo do Monte Kilimanjaro, na África

A neve eterna está presente nos mais elevados topos das cadeias montanhosas, tais como as Montanhas Rochosas, Cordilheira dos Andes e Alpes europeus. Também pode se estruturar sobre topos isolados, como o Monte Kilimanjaro, na África ou o Monte Fuji, no Japão. Normalmente, com o tempo essa neve vai sendo compactada, dando origem a geleiras que deslocam-se para os vales nas proximidades.
A neve eterna também ocorre nas regiões polares, onde a baixa incidência de radiação solar faz com que não haja calor suficiente para ocasionar o derretimento das neves precipitadas durante o inverno. As baixas temperaturas fazem com que nessas áreas, mesmo durante o verão, a precipitação ocorra na forma de neve.

## Controvérsia sobre o derretimento
Atualmente, alguns pesquisadores reportam que estaria havendo uma retração da camada de neve eterna nos montes mais altos, em decorrência de um fenômeno conhecido como aquecimento global e afirmam que, dentro de poucos anos, seu derretimento terá impacto severo sobre o nível de grandes rios e a atividades econômicas a eles associadas.